# Cernat
Cernat is een Roemeense gemeente in het district Covasna.
Cernat telt 4000 inwoners.